# Saison 2014 de l'équipe cycliste Leopard Development

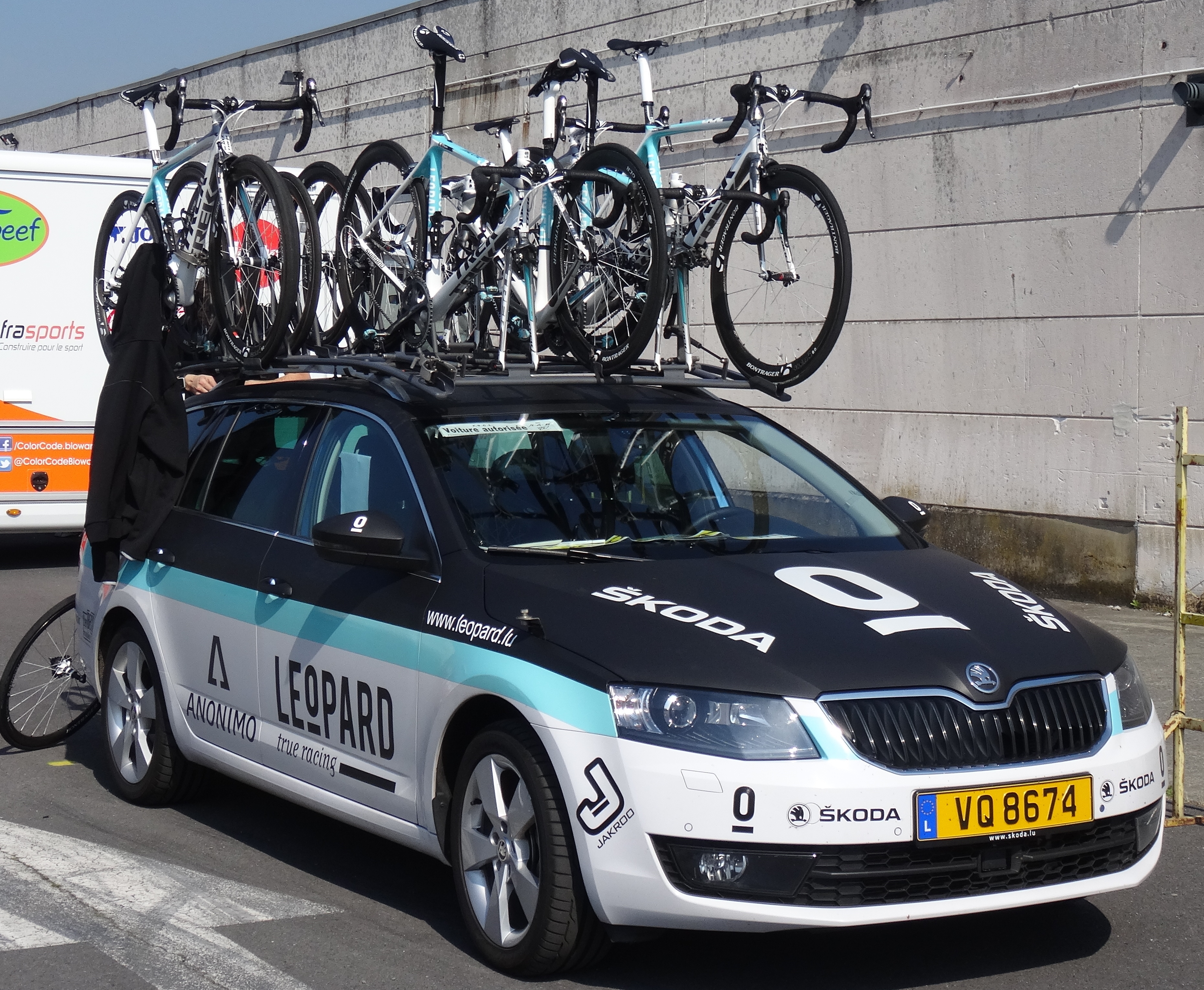
Une des voitures de l'équipe lors du Grand Prix Criquielion 2014.

La saison 2014 de l'équipe cycliste Leopard Development est la troisième de cette équipe, lancée en 2012.

## Préparation de la saison 2014

### Sponsors et financement de l'équipe
L'équipe gardera en grande partie ses sponsors de la saison précédente malgré le changement de propriétaire de l'équipe Trek Factory Racing. L'effectif sera profondément remanié, en effet seuls les coureurs luxembourgeois et Baffi sont conservés, les autres coureurs ont soit signé pour une équipe professionnelle (Alafaci, De Bie, Silvestre) soit ils ont tardé à faire leurs preuves et ne sont donc pas conservés. On notera de plus une représentation encore plus importante du Luxembourg puisque la moitié des coureurs en sont issus.

### Arrivées et départs
| Arrivées          | Équipe 2013                  |
| ----------------- | ---------------------------- |
| Dennis Coenen     | Bofrost-Prorace              |
| Kevin Feiereisen  | Asfra Racing Oudenaarde      |
| Marco König       | RV "Sport" 1919 Queidersbach |
| Massimo Morabito  | UC Dippach                   |
| Patrick Olesen    | Trefor                       |
| Matthias Plarre   | LKT Brandenburg              |
| Florian Salzinger | Atlas Personal-Jakroo        |

| Départs           | Équipe 2014               |
| ----------------- | ------------------------- |
| Eugenio Alafaci   | Trek Factory Racing       |
| Sean De Bie       | Lotto-Belisol             |
| Max Durtschi      |                           |
| Jesús Ezquerra    | ActiveJet                 |
| Kristian Haugaard | Giant-Shimano Development |
| Jan Hirt          | Etixx                     |
| Oliver Hofstetter | Retraite                  |
| Daniel Klemme     | Synergy Baku Project      |
| Fábio Silvestre   | Trek Factory Racing       |

## Coureurs et encadrement technique

### Effectif

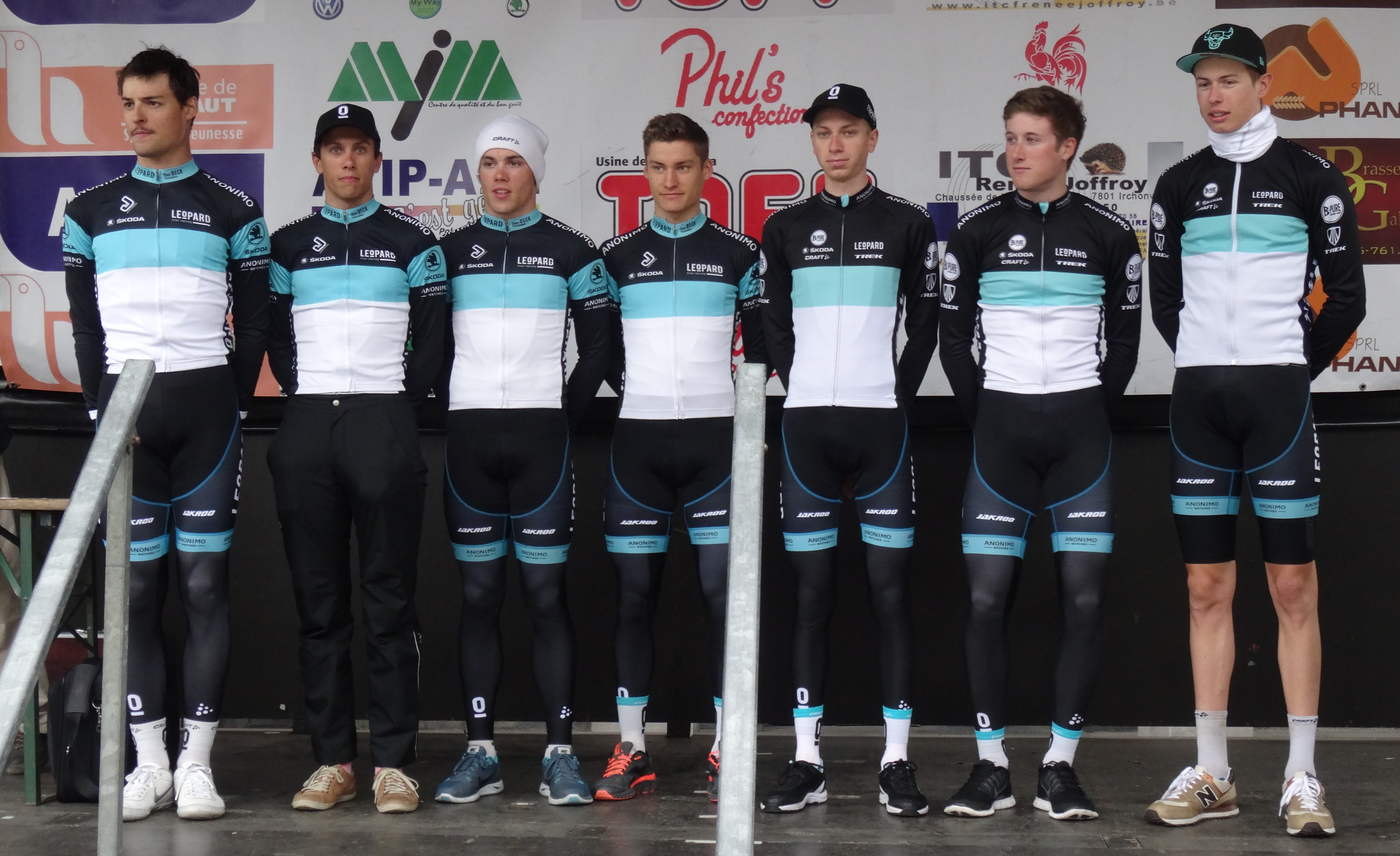
L'équipe lors de la 1re étape du Triptyque des Monts et Châteaux 2014.

Douze coureurs constituent l'effectif 2014 de l'équipe, auxquels s'ajoute un stagiaire.

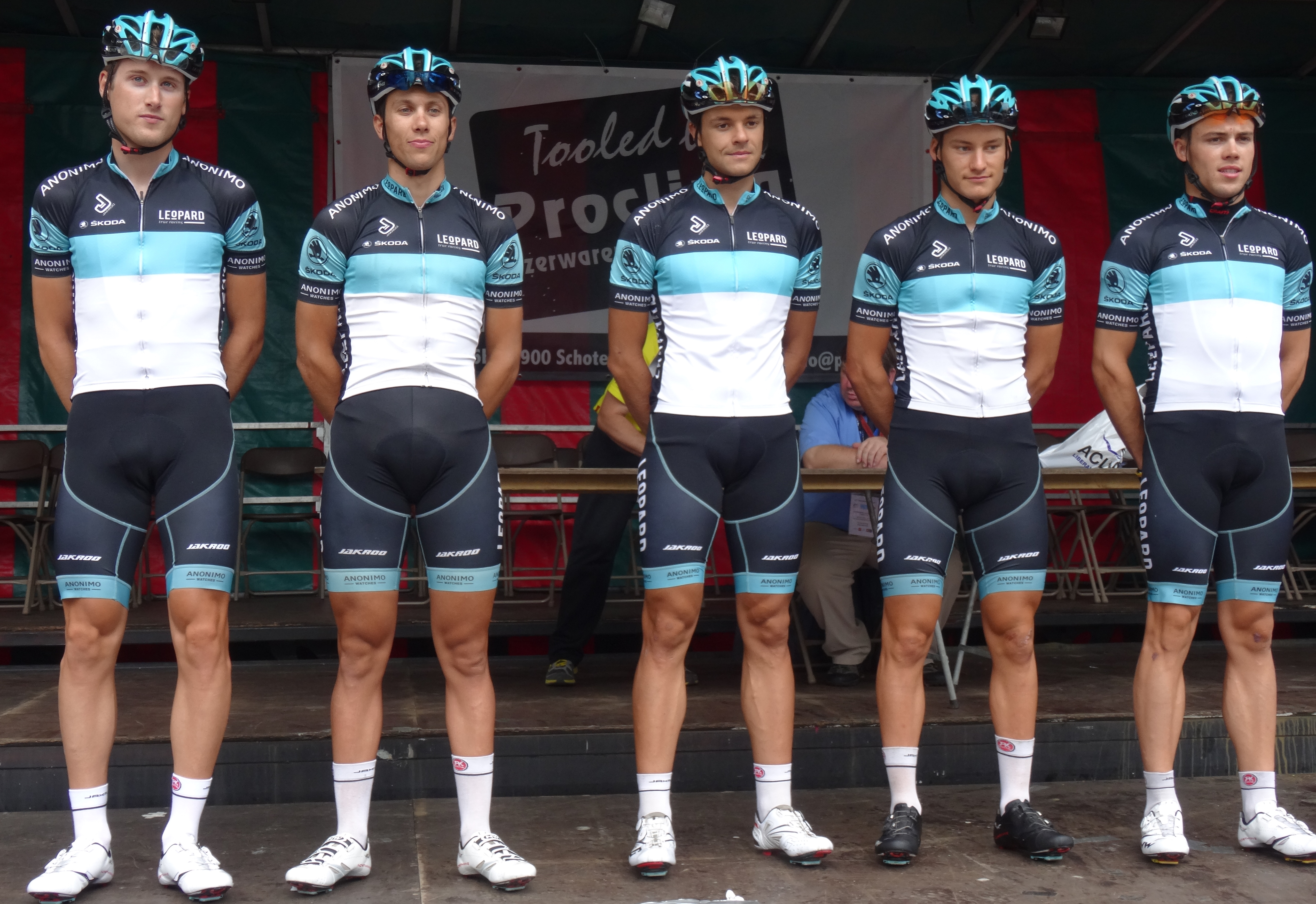
L'équipe lors de la Flèche du port d'Anvers 2014.

| Cycliste          | Date de naissance | Nationalité | Équipe 2013                  |
| ----------------- | ----------------- | ----------- | ---------------------------- |
| Piero Baffi       | 8 septembre 1990  | Italie      | Leopard-Trek Continental     |
| Dennis Coenen     | 13 novembre 1991  | Belgique    | Bofrost-Prorace              |
| Kevin Feiereisen  | 12 avril 1992     | Luxembourg  | Asfra Racing Oudenaarde      |
| Alex Kirsch       | 12 juin 1992      | Luxembourg  | Leopard-Trek Continental     |
| Marco König       | 1er juillet 1995  | Allemagne   | RV "Sport" 1919 Queidersbach |
| Massimo Morabito  | 25 février 1993   | Luxembourg  | UC Dippach                   |
| Patrick Olesen    | 9 octobre 1994    | Danemark    | Trefor                       |
| Matthias Plarre   | 27 février 1992   | Allemagne   | LKT Brandenburg              |
| Florian Salzinger | 5 juillet 1983    | Allemagne   | Atlas Personal-Jakroo        |
| Pit Schlechter    | 26 octobre 1990   | Luxembourg  | Leopard-Trek Continental     |
| Tom Thill         | 31 mars 1991      | Luxembourg  | Leopard-Trek Continental     |
| Joël Zangerlé     | 11 octobre 1988   | Luxembourg  | Leopard-Trek Continental     |
| Stagiaire         | Date de naissance | Nationalité | Équipe 2014                  |
| Luc Turchi        | 1er juin 1995     | Luxembourg  | VV Tooltime Preizerdaul      |

Portraits
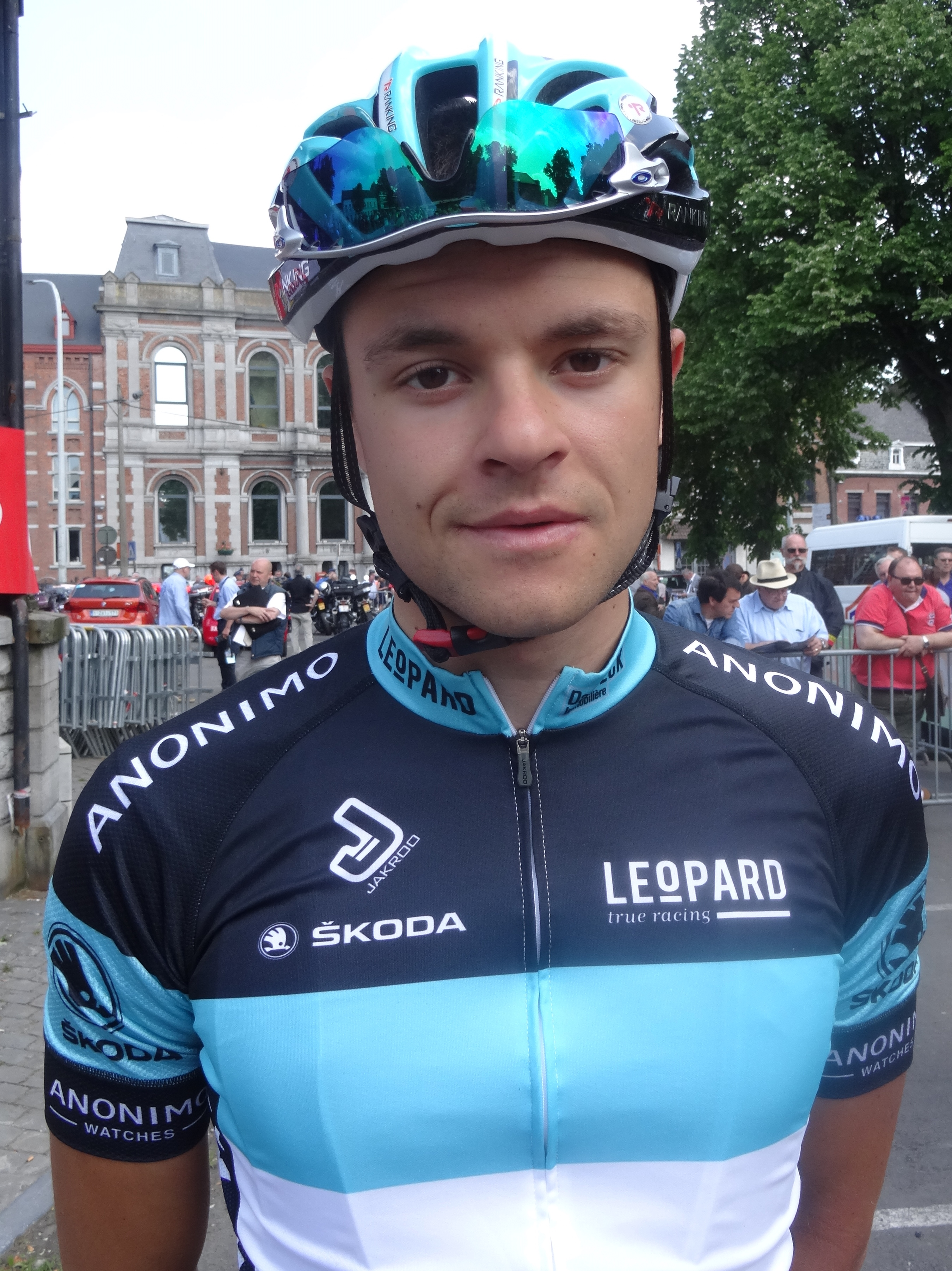
Piero Baffi.
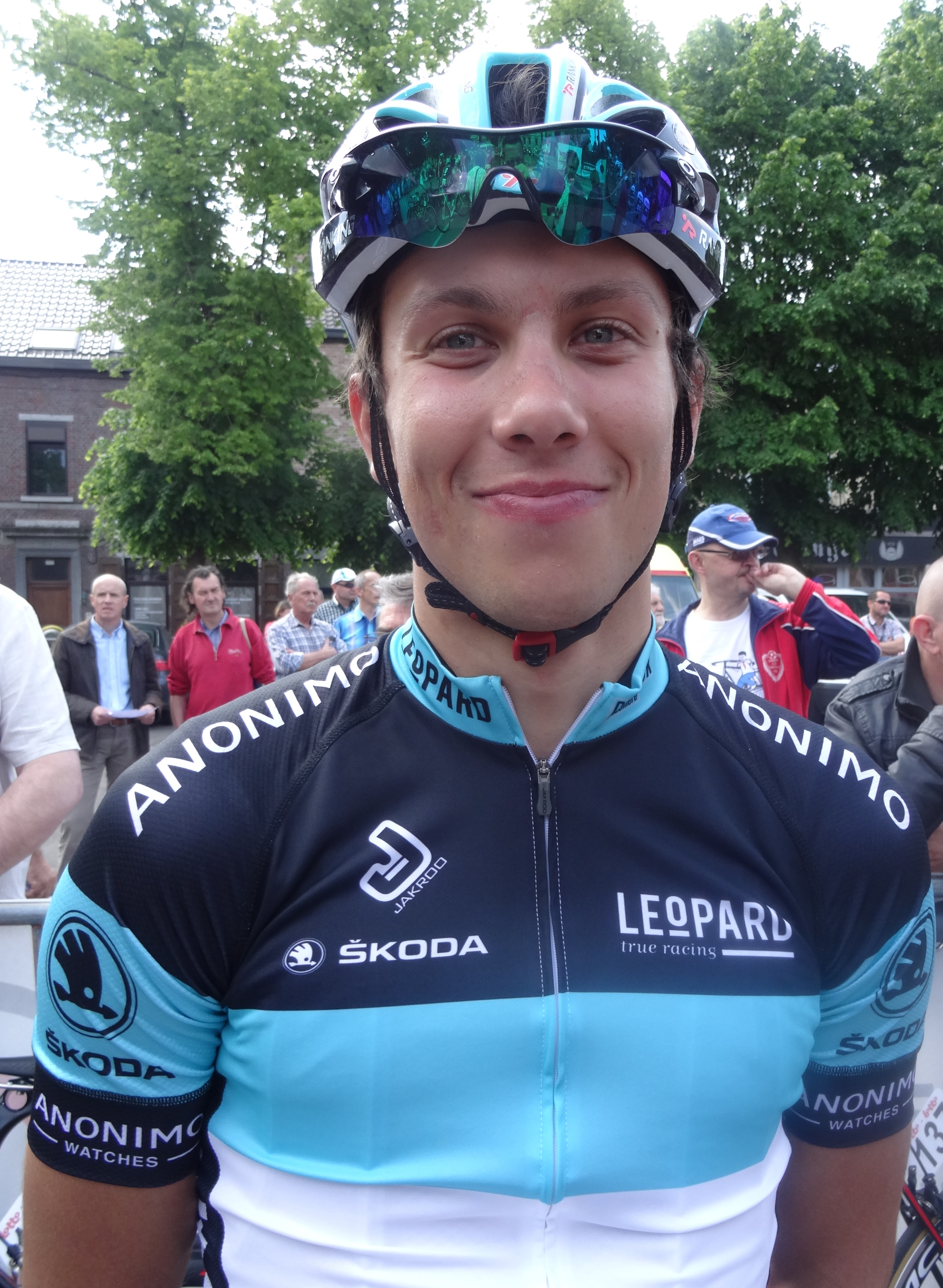
Dennis Coenen.
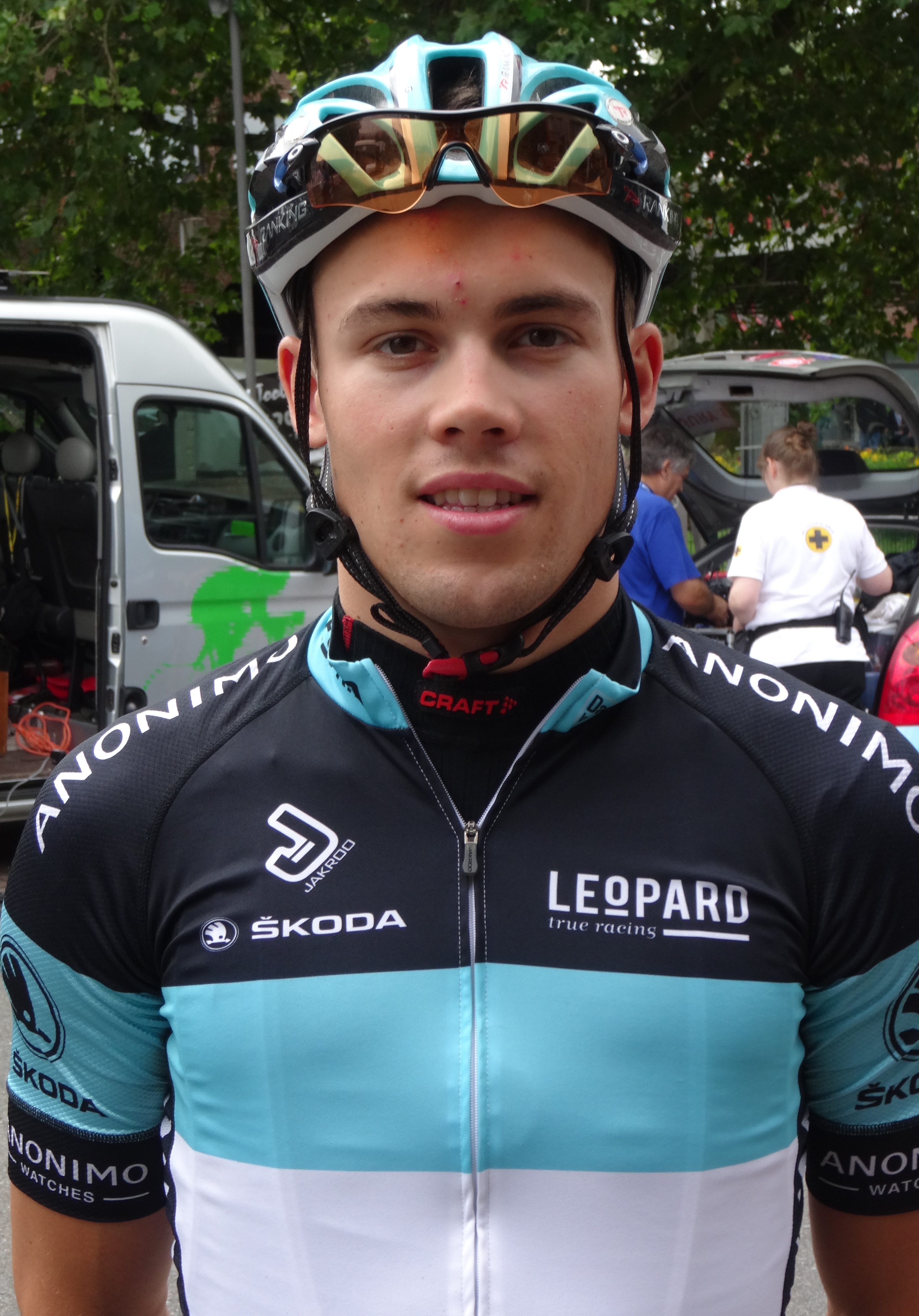
Kevin Feiereisen.
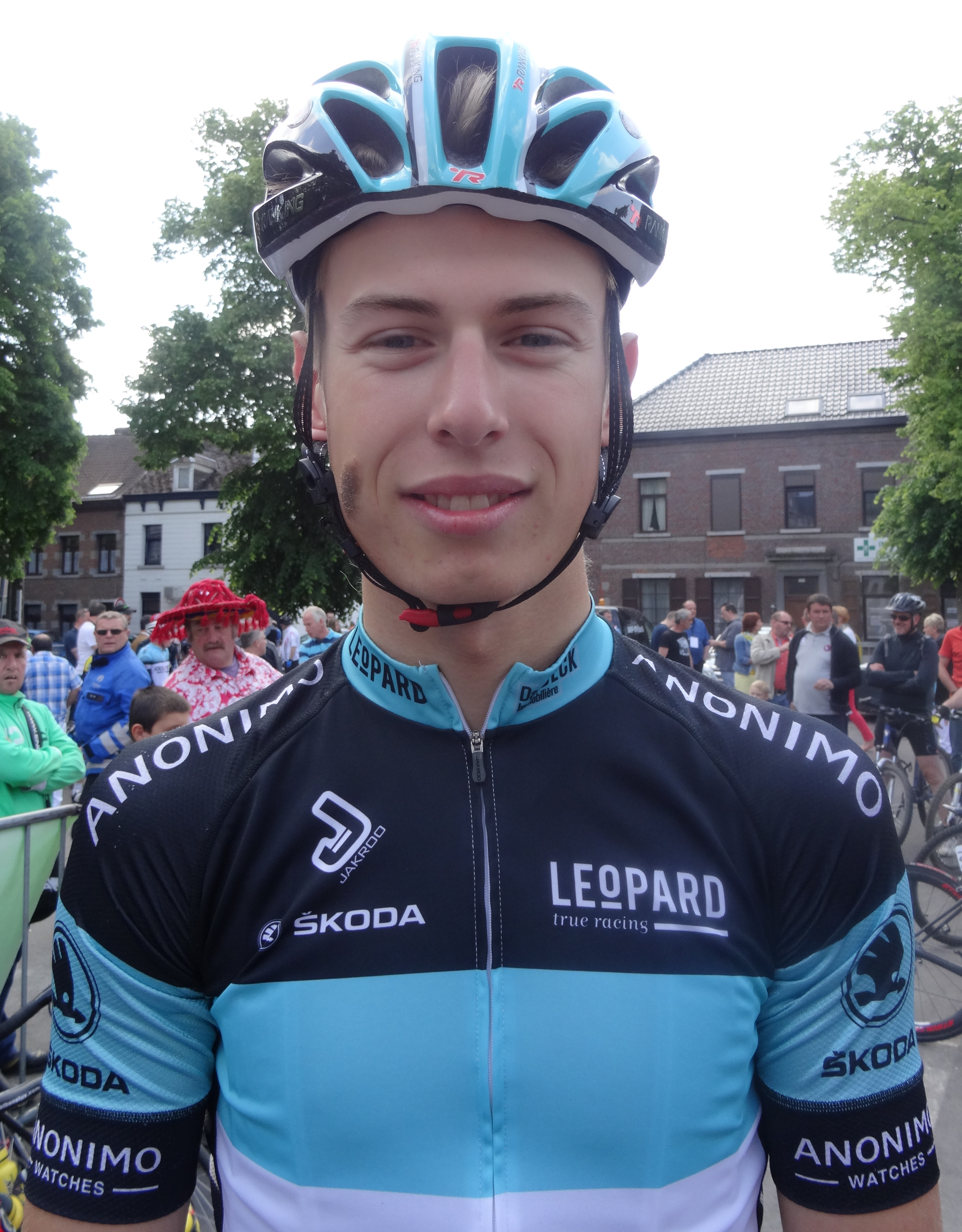
Alex Kirsch.
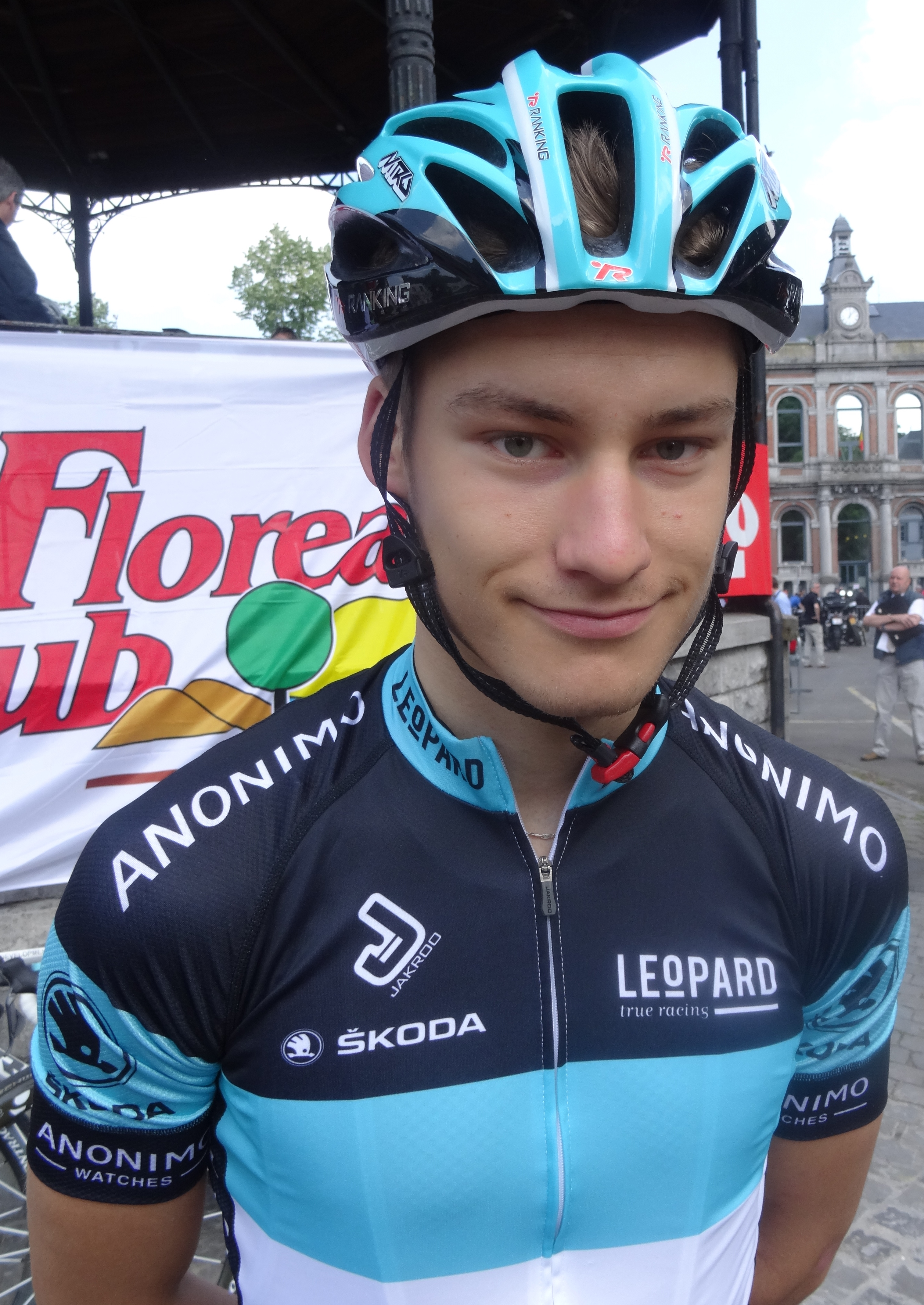
Marco König.
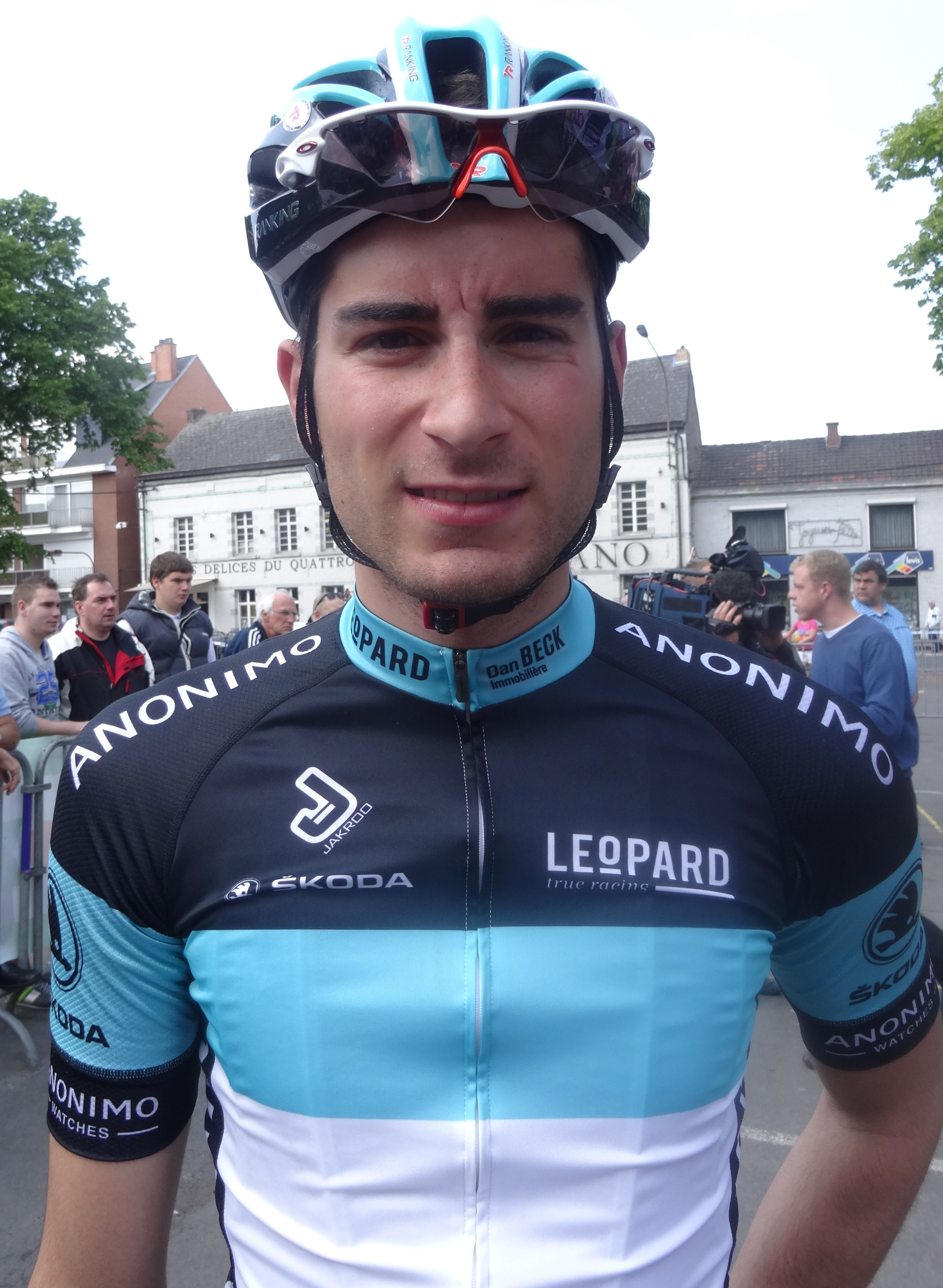
Massimo Morabito.
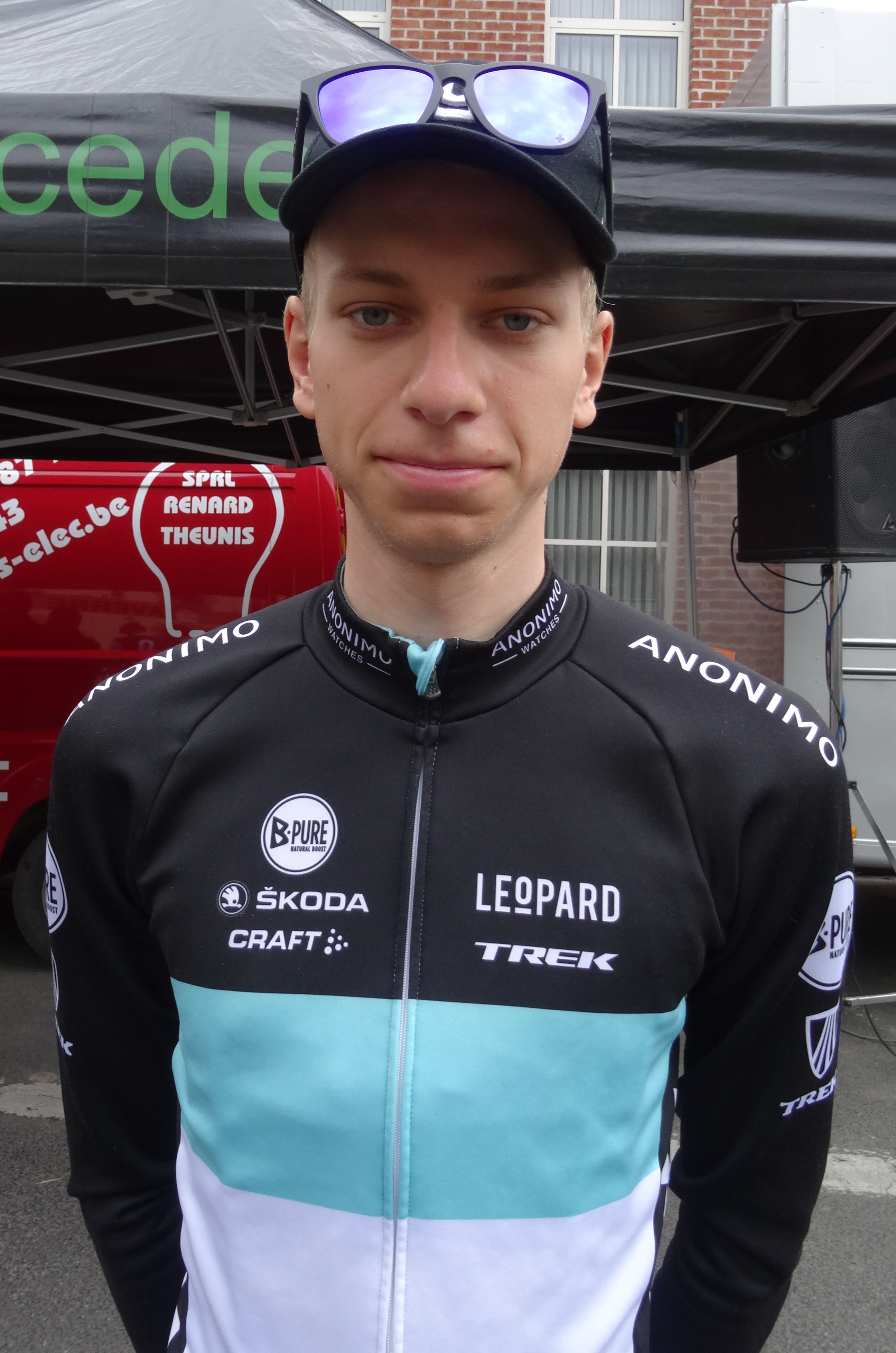
Patrick Olesen.
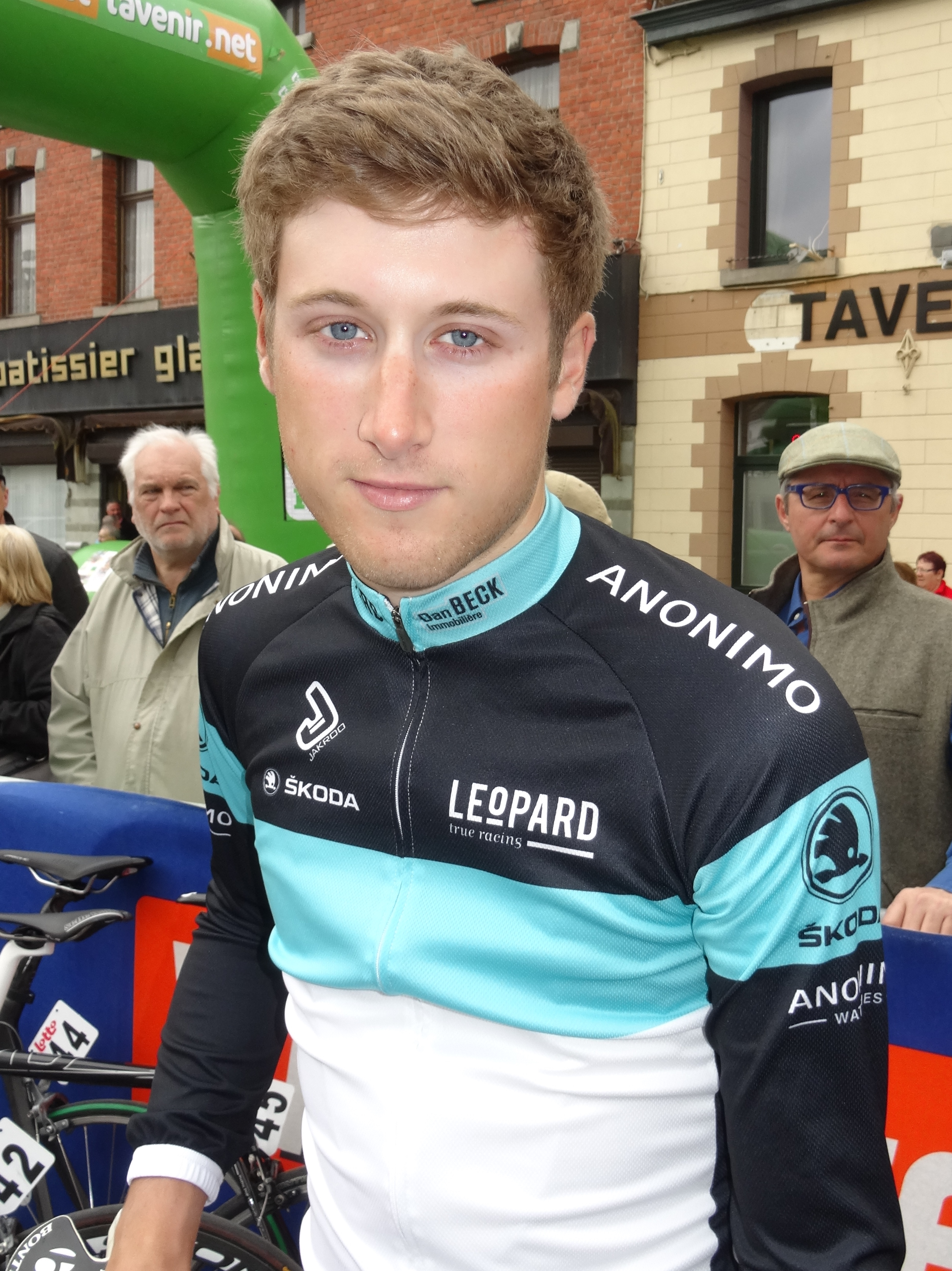
Pit Schlechter.
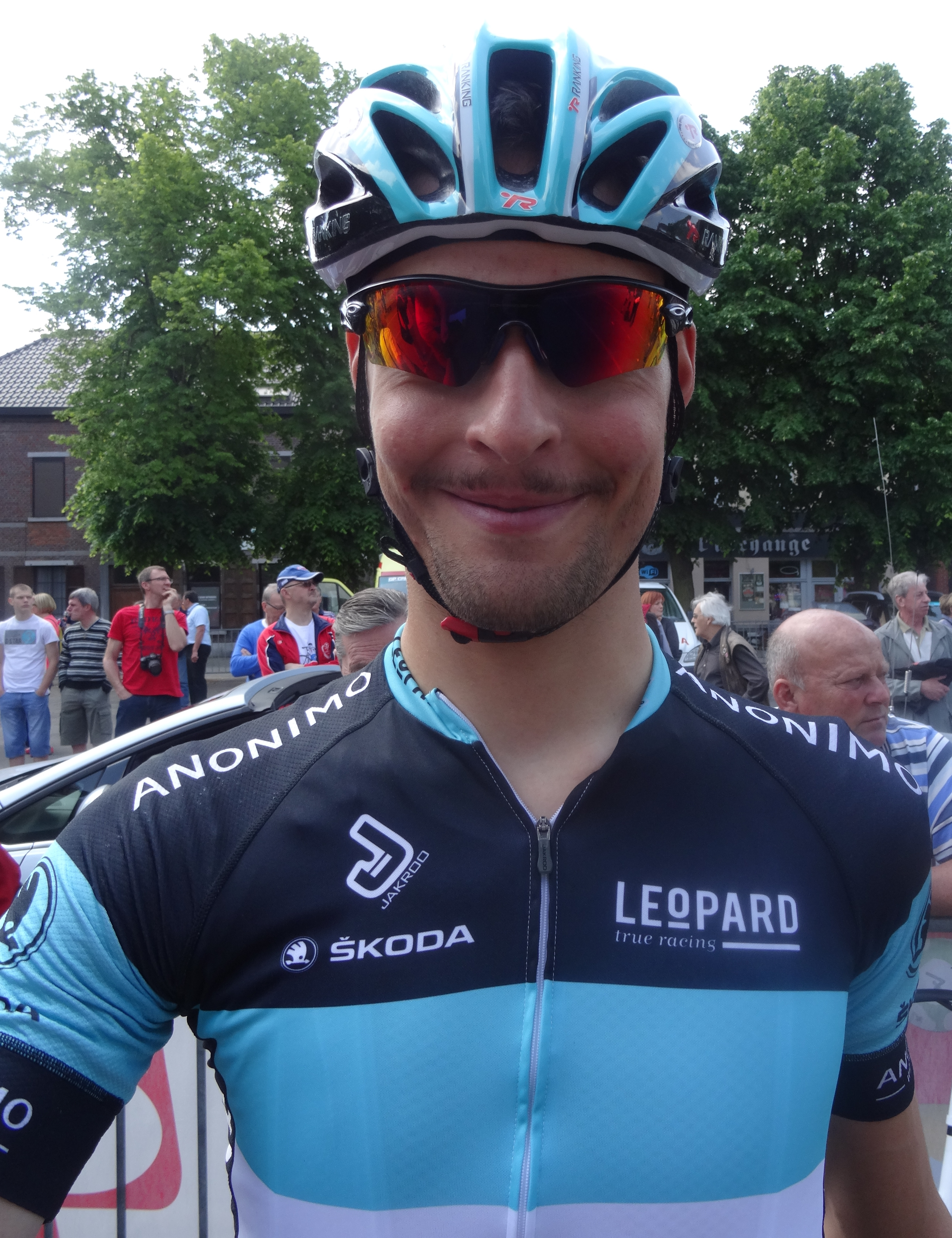
Tom Thill.
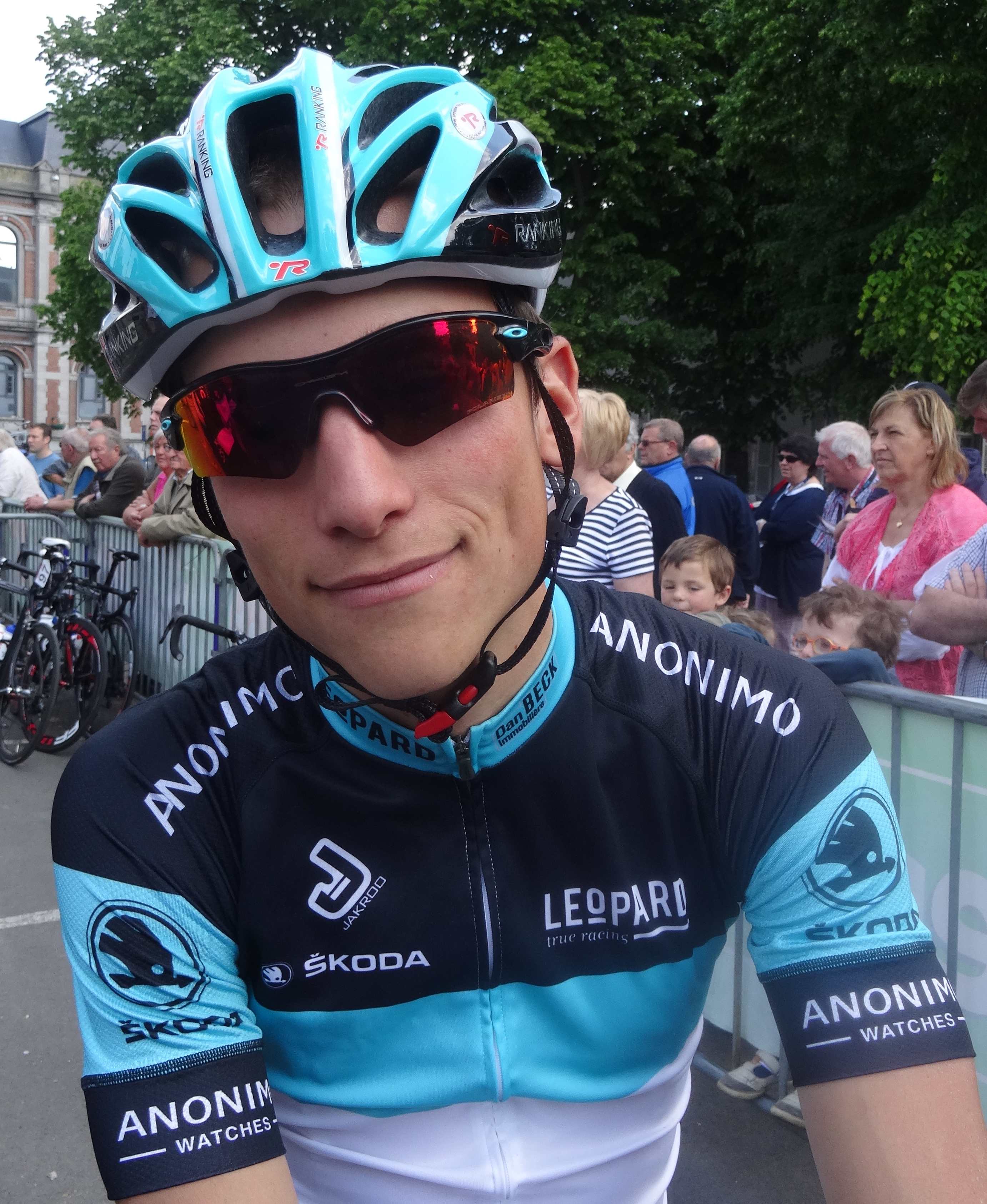
Joël Zangerlé.

## Bilan de la saison

### Victoires

#### Sur route
| Date       | Course                                                | Pays       | Classe | Vainqueur     |
| ---------- | ----------------------------------------------------- | ---------- | ------ | ------------- |
| 03/05/2014 | Tour d'Overijssel                                     | Pays-Bas   | 1.2    | Dennis Coenen |
| 26/06/2014 | Championnat du Luxembourg du contre-la-montre espoirs | Luxembourg | CN     | Alex Kirsch   |

#### En cyclo-cross
| Date       | Course                                           | Pays       | Classe | Vainqueur        |
| ---------- | ------------------------------------------------ | ---------- | ------ | ---------------- |
| 12/01/2014 | Championnat du Luxembourg de cyclo-cross espoirs | Luxembourg | CN     | Massimo Morabito |

### Classement UCI

#### UCI Europe Tour
L'équipe Leopard Development termine à la 52e place de l'Europe Tour avec 198 points. Ce total est obtenu par l'addition des points des huit meilleurs coureurs de l'équipe au classement individuel, cependant seuls sept coureurs sont classés,.
| Rang | Coureur          | Points |
| ---- | ---------------- | ------ |
| 218  | Dennis Coenen    | 62     |
| 259  | Alex Kirsch      | 52     |
| 278  | Joël Zangerlé    | 49     |
| 591  | Kevin Feiereisen | 16     |
| 756  | Tom Thill        | 10     |
| 894  | Patrick Olesen   | 6      |
| 988  | Pit Schlechter   | 3      |